# Antonio Bevilacqua
Antonio Bevilacqua (ur. 22 października 1918 w Santa Maria di Sala – zm. 29 marca 1972 w Mestre) – włoski kolarz torowy i szosowy, sześciokrotny medalista torowych oraz brązowy medalista szosowych mistrzostw świata.

## Kariera
Pierwszy sukces w karierze Antonio Bevilacqua osiągnął w 1943 roku, kiedy zdobył mistrzostwo kraju wśród zawodowców w indywidualnym wyścigu na dochodzenie. Na rozgrywanych cztery lata później torowych mistrzostwach świata w Paryżu w tej samej konkurencji Bevilacqua był drugi za swym rodakiem Fausto Coppim. W swej koronnej konkurencji zdobył jeszcze pięć medali na międzynarodowej arenie: złote na mistrzostwach świata w Liège (1950) i mistrzostwach świata w Mediolanie (1951), srebrny podczas mistrzostw świata w Paryżu (1952) oraz na mistrzostwach świata w Amsterdamie (1948) i mistrzostwach świata w Zurychu (1953). W 1951 roku wystąpił również na szosowych mistrzostwach świata w Varese, gdzie zdobył brązowy medal w wyścigu ze startu wspólnego, ulegając jedynie Szwajcarowi Ferdiemu Küblerowi i swemu rodakowi Fiorenzo Magniemu. Ponadto Bevilacqua wielokrotnie zdobywał medale mistrzostw kraju, zarówno w kolarstwie torowym jak i szosowym. Oprócz medalu z 1951 roku największe sukcesy Włocha na szosie to zwycięstwa w: Tre Valli Varesine i Trophée Baracchi w 1950 roku, Paryż-Roubaix i Giro del Veneto w 1951 roku oraz Mediolan-Vignola w 1952 roku. Wygrał też łącznie jedenaście etapów Giro d'Italia, najlepszy wynik osiągając w 1946 roku, kiedy zajął siedemnaste miejsce w klasyfikacji generalnej. Nigdy nie wystartował na Letnie igrzyska olimpijskie.